# TSGA13
TSGA13 (англ. Testis specific 13) – білок, який кодується однойменним геном, розташованим у людей на 7-й хромосомі. Довжина поліпептидного ланцюга білка становить 275 амінокислот, а молекулярна маса — 31 778.
| 10         |  | 20         |  | 30         |  | 40         |  | 50         |
| ---------- |  | ---------- |  | ---------- |  | ---------- |  | ---------- |
| MSQKRQTKFQ |  | NGKSKTSENS |  | SAKREKGMVV |  | NSKEISDAVG |  | QSKFVLENLR |
| HYTVHPNLAQ |  | YYKPLKATAL |  | QKFLAQNRKN |  | TSFMLKVTQY |  | DQDKTLLIMT |
| NNPPPCSITQ |  | QDKESASKYF |  | SKELLLKVME |  | SHHQHKPTEN |  | LWLPRMPQKK |
| KLRSKLKPIF |  | PLILSDDPTS |  | KREQWFRFST |  | DNDFKSEGKY |  | SKVYALRTQK |
| KMYPQLTFAP |  | VHERDMRKDA |  | SKKSASERPI |  | SKVIREPLTL |  | ASLLEDMPTR |
| TAPGESAFRN |  | GRAPQWIIKK |  | ATVIG      |  |            |  |            |

A: Аланін

C: Цистеїн

D: Аспарагінова кислота

E: Глутамінова кислота

F: Фенілаланін

G: Гліцин

H: Гістидин

I: Ізолейцин

K: Лізин

L: Лейцин

M: Метіонін

N: Аспарагін

P: Пролін

Q: Глутамін

R: Аргінін

S: Серин

T: Треонін

V: Валін

W: Триптофан